# Onomasticon (Julius Pollux)

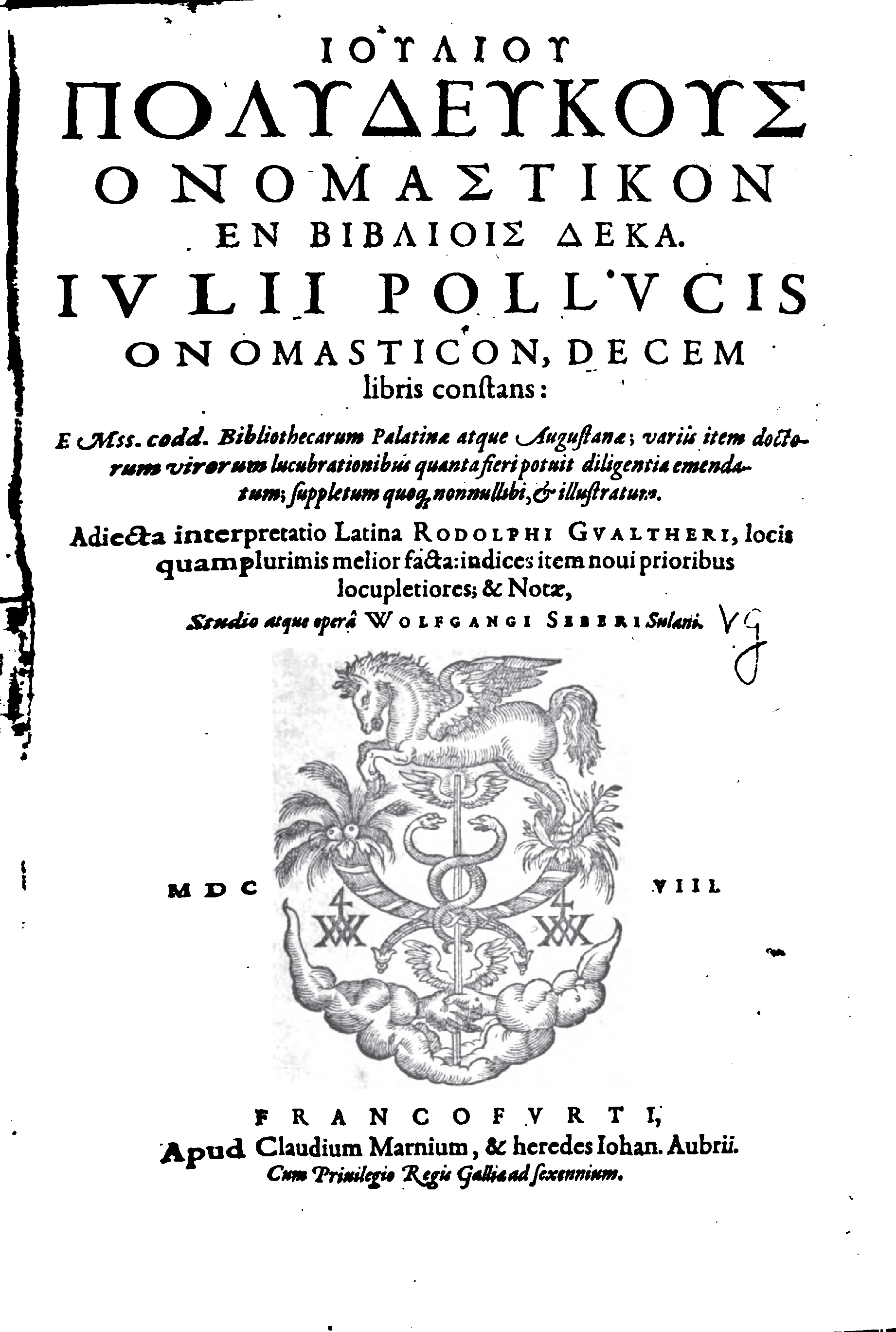
Griekse versie van het Onomasticon van Julius Pollux uit 1608

Het Onomasticon is een handboek retoriek uit de tweede eeuw na Christus van de hand van Julius Pollux. Het Onomasticon is het enige overblijvende Griekse lexicon met een onomastieke structuur. Dit hield in dat het werk niet alfabetisch, maar per onderwerp geordend was.
Het werk biedt informatie over diverse onderwerpen zoals religie, recht, ethiek, oorlog, wetenschappen, handel, anatomie, schepen, kinderspelen, tandheelkunde, Griekse maskers en huizen. De auteur, Julius Pollux, was een redenaar uit Naucratis (in het huidige Egypte). Er zijn geen originele kopieën van het Onomasticon bewaard gebleven. De thans bekende versie is afkomstig van vier onvolledige manuscripten die verzameld en samengevat werden door Arethas, de aartsbisschop van Caesarea (ca. 900-932).
Van alle werken die Julius Pollux schreef, is het Onomasticon het enige werk waar fragmenten van werden teruggevonden. Het originele Onomasticon zou tien boekdelen hebben bevat. In het Onomasticon vindt men onder andere een catalogus met 27 komediemaskers voor mannen en 17 voor vrouwen terug.